# Räddningsstation Kivik (sjöräddning)

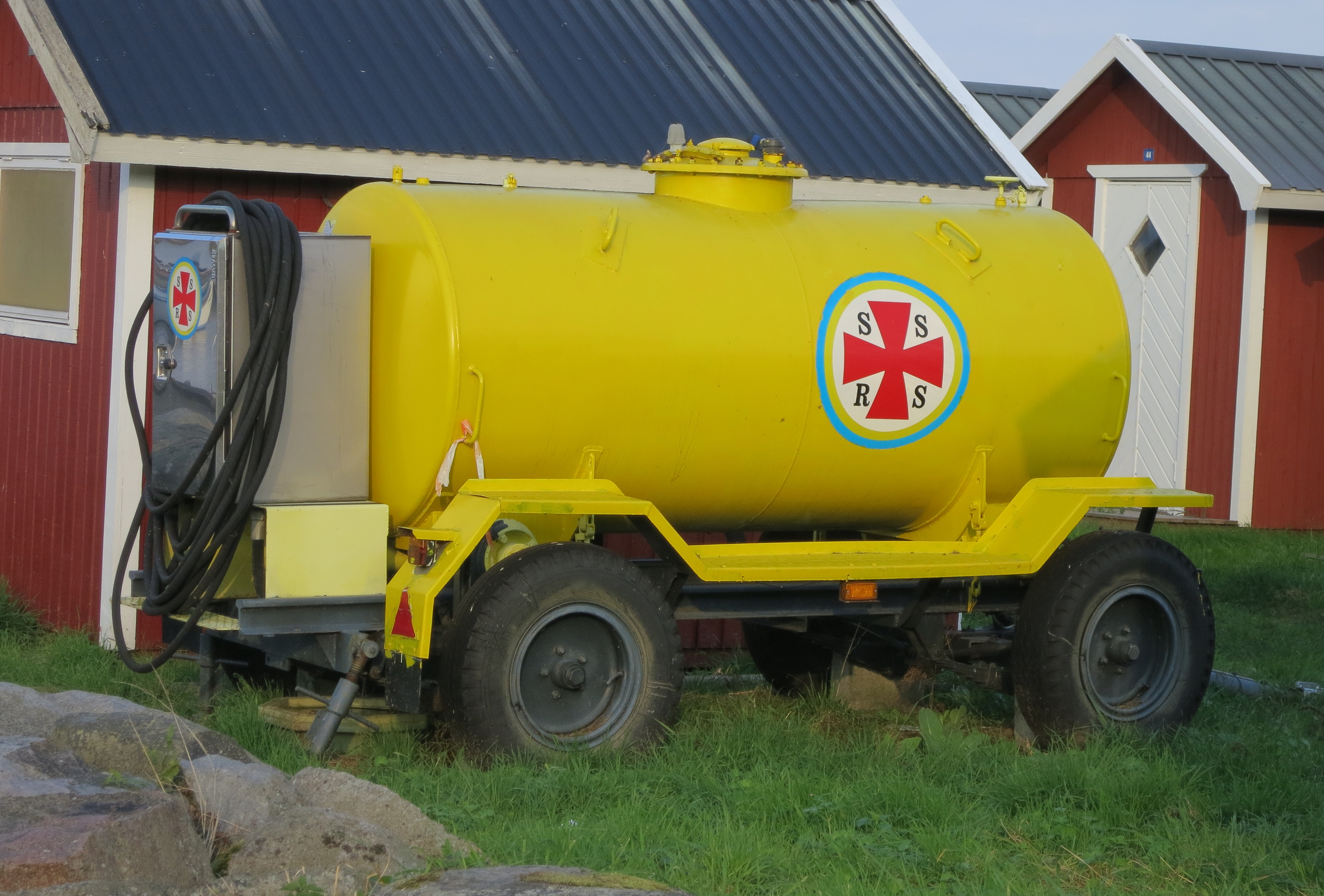
Räddningsstation Kiviks tanksläp.

Räddningsstation Kivik är en av Sjöräddningssällskapets räddningsstationer.
Räddningsstationen ligger i hamnen i Kivik och inrättades 2004. Den har elva frivilliga. 
Det har också tidigare funnits en räddningsstation i Kivik. Denna fick under 1970-talet den första ribbåten, som Sjöräddningssällskapet införskaffade.

## Räddningsfarkost
- 8-16 Rescue Sparbanken Syd, en 8,4 meter lång, öppen räddningsbåt av Gunnel Larssonklass, byggd 2006.